# Night Raiders (film 1952)
Night Raiders è un film del 1952 diretto da Howard Bretherton.
È un western statunitense con Whip Wilson, Fuzzy Knight e Lois Hall.

## Produzione
Il film, diretto da Howard Bretherton su una sceneggiatura di Maurice Tombragel, fu prodotto da Vincent M. Fennelly per la Silvermine Productions e girato nell'ottobre 1951. Il titolo di lavorazione fu Whip Law.

## Distribuzione
Il film fu distribuito negli Stati Uniti dal 3 febbraio 1952 al cinema dalla Monogram Pictures.